# Burgwall Lychen

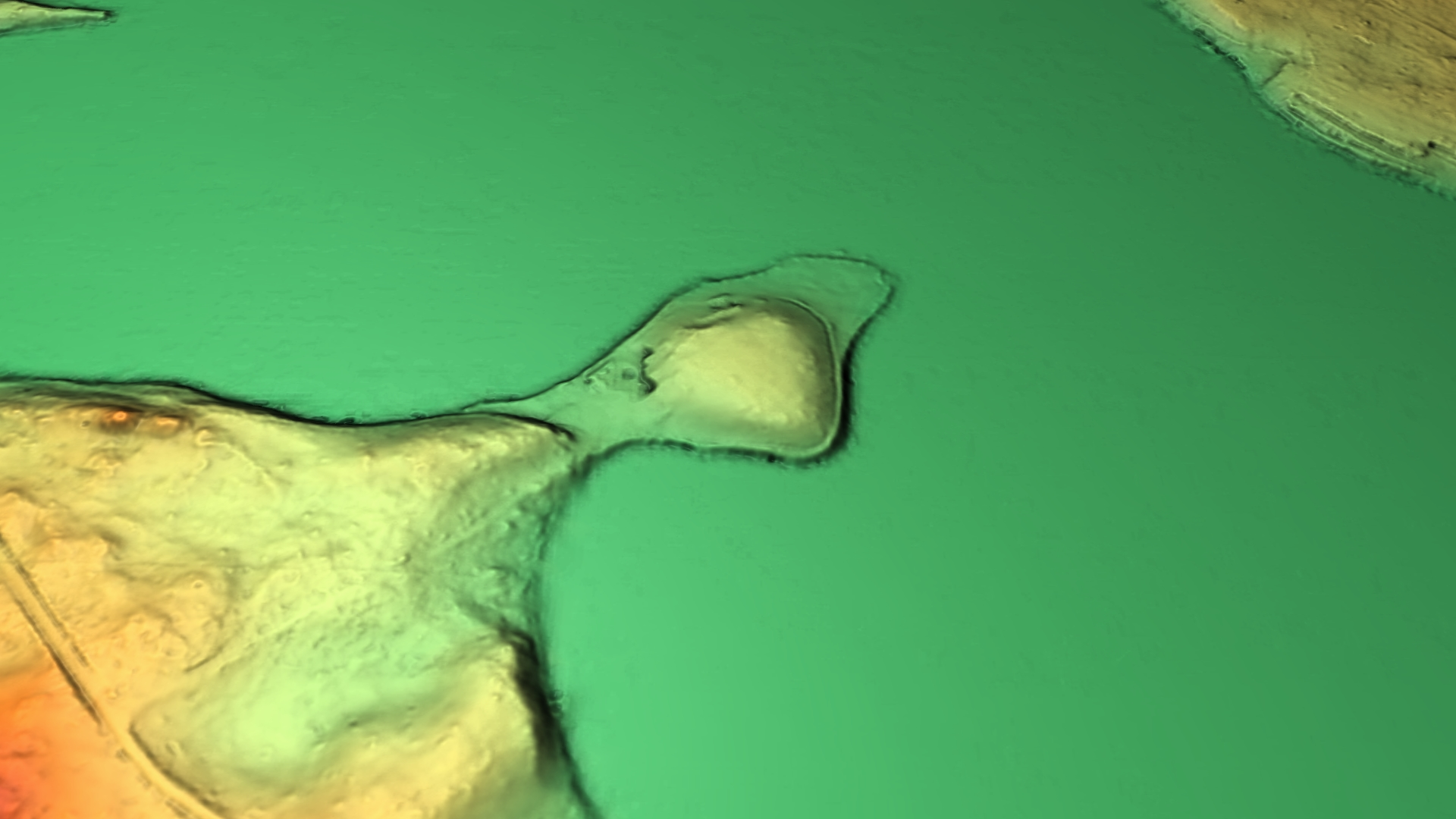
3D-Ansicht des digitalen Geländemodells

Bei dem Burgwall von Lychen, einer Stadt im Landkreis Uckermark im Norden Brandenburgs, handelt es sich um den Burgstall einer slawischen Niederungsburg, einen slawischen Burgwall.
Das Bodendenkmal liegt nordwestlich des Ortes auf einer Halbinsel am Wurlsee. Es handelt sich um ein kreisrundes Plateau, das sich bis zu sechs Meter gegenüber den umliegenden Flächen erhebt. Wallreste sind keine vorhanden. Die Burg war wohl nur mit einfacheren Palisaden befestigt. Die geringe Größe des mit 60 bis 70 Metern Durchmesser eher kleinen Burggeländes lässt vermuten, dass diese Burg einen befestigten Adelssitz aus dem 10. bis 12. Jahrhundert darstellte. Die Ausrichtung der Halbinsel nach Nordosten könnte auch auf einen Kultort hindeuten, da slawische Heiligtümer immer in diese Himmelsrichtung ausgerichtet waren.